# Дівчина і солдат
«Дівчина і солдат» (груз. «გოგონა და ჯარისკაცი») — радянський короткометражний художній фільм-притча, перша з трьох новел в кіноальманаху «М'яч, рукавичка і капітан» студії «Грузія-фільм» 1970 року. Прем'єра в Москві відбулася 10 травня 1971 року.

## Сюжет
Молодий боксер і дівчина, закохані одне в одного, втомлюються від одноманітності життя, в результаті чого кожен з них уявляє собі інший роман: дівчина — з солдатом, юнак — з дівчиною, яка кудись подорожує і тримає валізу. Наприкінці фільму юнак, який став солдатом, зустрічає на вокзалі свою дівчину, їде і тримає валізу. Зустріч символізує перетворення мрії в реальність.

## У ролях
- Лалі Месхі — Ірина
- Давид Квачадзе — Гіві
- Мція Маглакелідзе — епізод

## Знімальна група
- Режисер — Темур Палавандішвілі
- Сценаристи — Леван Челідзе, Ф. Челідзе
- Оператор — Гено Чирадзе
- Художник — Михайло Мєдніков